# العلاقات الإندونيسية الدومينيكانية
العلاقات الإندونيسية الدومينيكانية هي العلاقات الثنائية التي تجمع بين إندونيسيا وجمهورية الدومينيكان.

## مقارنة بين البلدين
هذه مقارنة عامة ومرجعية للدولتين:
| وجه المقارنة                                              | إندونيسيا         | جمهورية الدومينيكان |
| --------------------------------------------------------- | ----------------- | ------------------- |
| المساحة (كم2)                                             | 1.90 مليون        | 48.67 ألف           |
| عدد السكان (نسمة)                                         | 263.99 مليون      | 10.40 مليون         |
| الكثافة السكانية (ن./كم²)                                 | 138.94            | 213.68              |
| العاصمة                                                   | جاكرتا            | سانتو دومينغو       |
| اللغة الرسمية                                             | اللغة الإندونيسية | اللغة الإسبانية     |
| العملة                                                    | روبية إندونيسية   | بيزو دومنيكاني      |
| الناتج المحلي الإجمالي (بليون دولار)                      | 1.02 تريليون      | 75.93 مليار         |
| الناتج المحلي الإجمالي (تعادل القوة الشرائية) بليون دولار | 2.85 تريليون      | 149.89 مليار        |
| الناتج المحلي الإجمالي الاسمي للفرد دولار أمريكي          | 3.35 ألف          | 6.47 ألف            |
| الناتج المحلي الإجمالي للفرد دولار أمريكي                 | 10.52 ألف         | 13.26 ألف           |
| مؤشر التنمية البشرية                                      | 0.684             | 0.715               |
| رمز المكالمات الدولي                                      | +62               | +1809، +1829، +1849 |
| رمز الإنترنت                                              | .id               | .do                 |
| المنطقة الزمنية                                           |                   | 00                  |

## منظمات دولية مشتركة
يشترك البلدان في عضوية مجموعة من المنظمات الدولية، منها:
| علم المنظمة | اسم المنظمة                        | تاريخ انضمام إندونيسيا | تاريخ انضمام جمهورية الدومينيكان |
| ----------- | ---------------------------------- | ---------------------- | -------------------------------- |
|             | المنظمة الهيدروغرافية الدولية      | ?                      | ?                                |
|             | الاتحاد البريدي العالمي            | ?                      | ?                                |
|             | يونسكو                             | 27 مايو 1950           | 4 نوفمبر 1946                    |
|             | البنك الدولي للإنشاء والتعمير      | 13 أبريل 1967          | 18 سبتمبر 1961                   |
|             | منظمة التجارة العالمية             | ?                      | ?                                |
|             | وكالة ضمان الاستثمار متعدد الأطراف | 12 أبريل 1988          | 7 مارس 1997                      |
|             | منظمة الشرطة الجنائية الدولية      | 5 أكتوبر 1954          | ?                                |
|             | مؤسسة التمويل الدولية              | 23 أبريل 1968          | 31 أكتوبر 1961                   |
|             | الأمم المتحدة                      | 28 سبتمبر 1950         | 24 أكتوبر 1945                   |
|             | مؤسسة التنمية الدولية              | 20 أغسطس 1968          | 16 نوفمبر 1962                   |
|             | منظمة حظر الأسلحة الكيميائية       | ?                      | ?                                |

## وصلات خارجية
- موقع وزارة الخارجية الإندونيسية